# 후이 실바
후이 티아구 단타스 다 실바(포르투갈어: Rui Tiago Dantas da Silva, 1994년 2월 7일 ~ )는 포르투갈의 축구 선수로 포지션은 골키퍼이다. 현재 스포르팅 CP에서 활약하고 있다.

## 클럽 경력
2017년 1월 27일, 실바는 그라나다 CF와 4년 반 계약을 체결했다.
2021년 6월 11일, 실바는 레알 베티스와 5년 계약을 체결했으며, 계약은 7월 1일부터 발효되었다.

## 국제 경력
실바는 2014년 11월 13일 포르투갈 U-21 대표팀에서 유일한 출전을 기록했으며, 영국과의 원정 친선경기에서 풀타임으로 뛰었으나 3-1로 패배했다.
2020년 8월, 실바는 UEFA 네이션스 리그에서 크로아티아와 스웨덴을 상대로 한 경기에서 포르투갈 성인 대표팀 첫 소집을 받았다.
2021년 5월 20일, 실바는 감독 페르난도 산토스에 의해 UEFA 유로 2020 대표팀에 선발되었다. 그는 대회 전 마지막 친선 경기였던 이스라엘과의 경기에서 풀타임으로 뛰며 4-0 승리를 기록하며 데뷔했다.
2022년 10월, 실바는 카타르에서 열리는 2022 FIFA 월드컵을 위한 예비 55인 명단에 포함되었다.